# Fort Walla Walla
Pour le poste de traite de la Compagnie de la Baie d'Hudson, voir Fort Nez-Percés.
Fort Walla Walla est un ancien fort de la United States Army situé à l'emplacement de la ville actuelle de Walla Walla dans l'État de Washington. 
Construit initialement en 1856 avant d'être déplacé en 1858, il était destiné à contrôler les Amérindiens de la région. Officiellement abandonné par l'armée en 1910, il fut cependant brièvement réutilisé durant la Première Guerre mondiale.

## Histoire
Souhaitant établir une base permanente dans la région, l'Armée américaine entama la construction d'un premier fort à l'automne 1856 avant de l'abandonner un mois plus tard. Un deuxième fort temporaire fut construit en 1856 et servit de quartiers pour les militaires durant la construction d'un troisième fort, permanent celui-ci, qui fut occupé à partir de 1858.